# Orianajea befotakana
Orianajea befotakana är en insektsart som beskrevs av Young 1986. Orianajea befotakana ingår i släktet Orianajea och familjen dvärgstritar. Inga underarter finns listade i Catalogue of Life.